# Martin Traxl

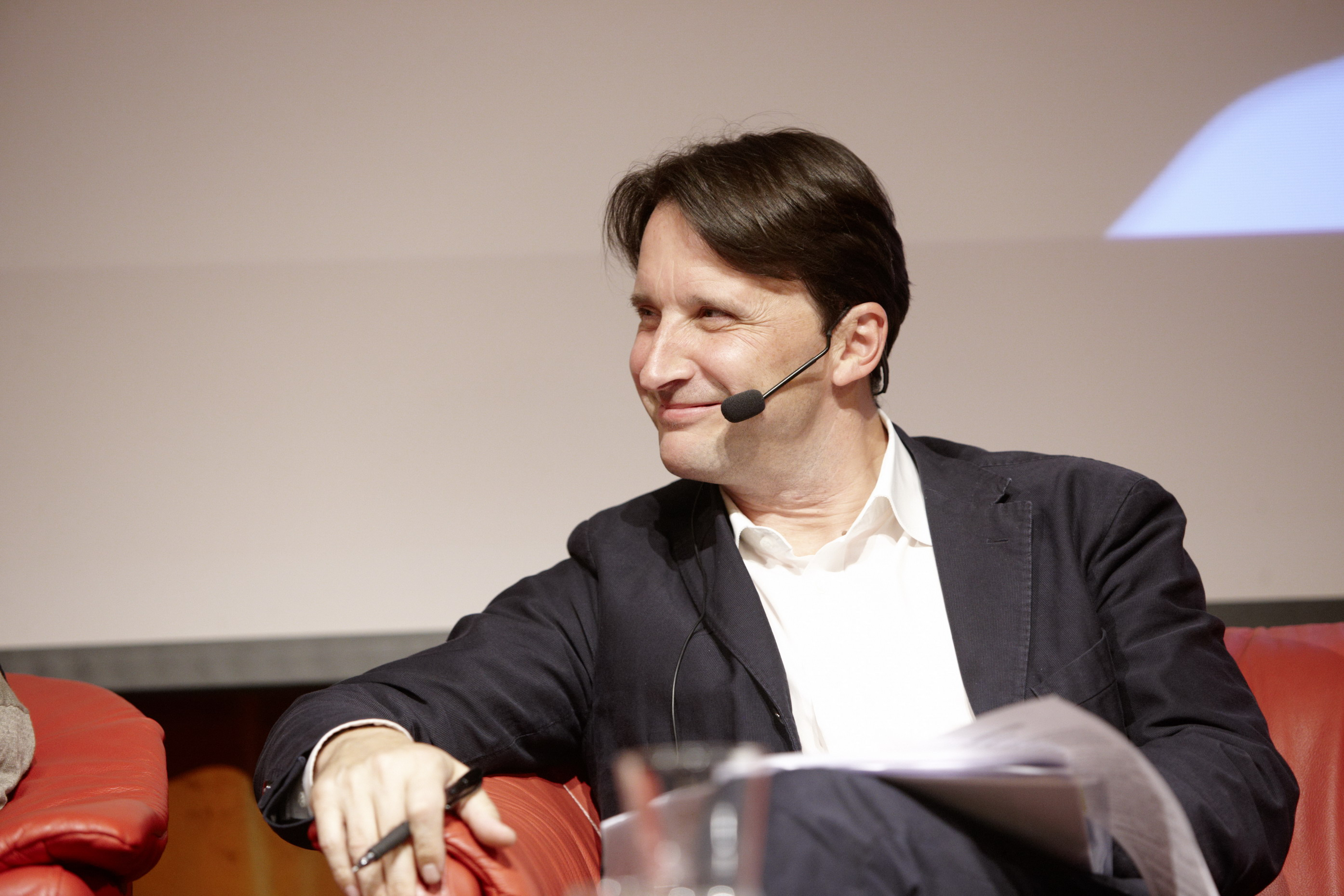
Martin Traxl (2013)

Martin Traxl (* 29. Mai 1964 in Kärnten) ist ein österreichischer Journalist und Fernsehmoderator. Seit 2007 ist er TV-Kulturchef des ORF. Von 2007 bis 2021 präsentierte er die Fernsehsendung Kulturmontag.

## Leben
Martin Traxl besuchte von 1974 bis 1978 das Peraugymnasium in Villach und studierte dann Publizistik und Theaterwissenschaften. Seit 1985 ist er für den ORF tätig, erste journalistische Erfahrungen sammelte er beim Aktuellen Dienst im ORF-Landesstudio Kärnten und der Kärntner Kronen Zeitung. Ab 1987 gestaltete er als Mitglied der ORF-Kulturredaktion Hörfunk in Wien unter anderem Beiträge für das Morgen- und das Mittagsjournal auf Ö1 und moderierte das Theatermagazin Im Rampenlicht. 1993 entwickelte er das Kulturmagazin Leporello.
Von 1995 bis 1997 präsentierte er im Rahmen der Zeit im Bild (ZiB) Kulturnachrichten, außerdem gestaltete er Berichte für die Fernsehsendungen Treffpunkt Kultur und Am Schauplatz. Von 1998 bis 2002 moderierte er gemeinsam mit Danielle Spera die ZiB1. 1999 wurde er zum Leiter der Kulturinformation in der Fernseh-Hauptabteilung Kultur bestellt. Ab 2005 war er Programmplaner und Koordinator für ORF-3sat. Seit Jänner 2007 ist er TV-Kulturchef des ORF, seit April 2007 präsentiert er die ORF-matinee am Sonntagvormittag und abwechselnd mit Nadja Bernhard bzw. Clarissa Stadler die Fernsehsendung Kulturmontag. Im Februar 2021 übernahm Peter Schneeberger von Traxl die Moderation des Kulturmontags, während Traxl für Sonderausgaben zur Verfügung steht.
Traxl ist Kuratoriumsvorsitzender der von Monika Kircher initiierten Kunst- und Kulturstiftung in Kärnten. Am 5. September 2020 heiratete er im Burgenland. Beim Festival Herbstgold im Schloss Esterházy unter Intendant Julian Rachlin führte er 2021 erstmals Opernregie und inszenierte Der Apotheker von Joseph Haydn.

## Auszeichnungen
- 2003: Fernsehpreis der Österreichischen Erwachsenenbildung gemeinsam mit Barbara Rett für Treffpunkt Kultur[12]
- 2008: Kulturpreis der Stadt Villach
- 2009: Anna Lindh Journalist Award für die Fernsehserie Balkan Express[5]
- 2010: Kultur-Sonderpreis des Corps Touristique Österreich für die Dokumentation Chili, Curry, Kokosnuss – Eine kulinarische Entdeckungsreise mit Starkoch Wini Brugger[5]